# Piet de Groof
Pieter Marie Julien de Groof, de son nom de plume Walter Korun, né le 16 mai 1931 à Malines et mort le 4 juillet 2014 à Jette (commune de Bruxelles),, est un général aviateur belge et critique littéraire proche du mouvement Cobra, connu d'avoir été dans sa jeunesse un des agitateurs belges de l'avant-garde artistique, membre de l'Internationale situationniste de 1957 à son exclusion en 1959. 

## Biographie
Pendant ses études à l'école polytechnique de l'armée, Piet de Groof édite de 1953 à 1955 sous le pseudo de Walter Korun le journal littéraire Taptoe, ronéotypé clandestinement dans les caves de l'école militaire. Il devient ensuite animateur de la galerie avant-gardiste bruxelloise Taptoe Gallery,, fondé le 1er novembre 1955 par Gentil Haesaert et Maurice Wyckaert. C'est à Taptoe qu'a eu lieu le 2 février 1957 la Première exposition de psychogéographie, qui réunira les participants à cette exposition, parmi lesquels Guy Debord, fondateur de l'Internationale lettriste, et Asger Jorn, cofondateur de Cobra, à la formation de l'Internationale situationniste en juillet 1957. À la suite de tensions avec Yves Klein, Debord et les lettristes se retireront de l'exposition. Cette année 1957 Walter Korun devient membre de l'Internationale situationniste et parallèlement, Piet de Groof obtient le diplôme de pilote d'aviation (le 18 octobre 1957). 
C'est Walter Korun qui propose un tract à distribuer peu avant l'exposition universelle de 1958 à l’occasion de l’assemblée de l'Association internationale des critiques d'art en mars 1958. C'est à Korun qu'est revenu la charge de lancer un tract injurieux à l'encontre de cette assemblée, ce qui fait « scandale ». Piet de Groof est arrêté, mais grâce au faux alibi donné par ses collègues militaires de la caserne, il est libéré et peut poursuivre sa carrière militaire qui le mènera à devenir général de la force aérienne belge chargé de mission pour l'OTAN.
Sur l'argument de son identité de militaire, il est exclu de l'Internationale situationniste en 1959. 
De 1985 à 2005, Piet de Groof a été Président du Willemsfonds de Laken, organisation culturelle flamande pour défendre la langue néerlandaise. Dans cette fonction il a organisé un grand nombre d'expositions d'art.